# Service Description Table
Die Service Description Table (SDT; deutsch Programmbeschreibungstabelle) ist eine Tabelle, welche Informationen über die ausgesendeten Programme (Services) beim digitalen Fernsehen (DVB) enthält. Daten aus der SDT werden für die Darstellung des Programmnamens genutzt. Sie ist Teil der DVB-SI und spezifiziert nach ETSI EN 300 468.
Die SDT enthält Informationen über Programme (Services) im empfangenen und ggf. zusätzlich auch in weiteren Transportströmen. Sie wird in Paketen mit der PID 17 ausgesendet.

## Aufbau
Die SDT enthält auch Informationen in lesbarer Form, insbesondere die übertragenen Programmnamen (z. B. „ZDF“).
Anders als die meisten anderen Tabellen der  Service Information werden die Informationen in zwei Teiltabellen aufgegliedert, die jeweils über eine eigene Tabellenidentifikation (Table_ID) verfügen.
Diese sind
1. Tabelle mit table_id 0x42 enthält Informationen über Programme des empfangenen Transportstroms
2. Tabelle mit table_id 0x46 enthält Informationen über Programme von weiteren Transportströmen

Jeweils eine Sektion (die maximal 1 Kilobyte Binärdaten enthält) enthält folgende Informationen:
- Tabellenidentifikation (table_id).
- Transportstromidentifikation (transport_stream_id).
- Nummer der Sektion (section_number) und Angabe der letzten Sektion (last_section_number), wobei die erste Sektion stets die Nummer 0 hat und die Nummerierung aufsteigend sein muss.
- Informationen über ein oder mehrere Programme mit folgenden Detaildaten:
  - Programmidentifikation (Service_id).
  - Angabe ob zu diesem Programm Eintragungen in der Event Information Table vorhanden sind (EIT_schedule_flag)
  - Status der Aussendung (running_status), u. a. „läuft nicht“, „beginnt in wenigen Sekunden“ „läuft“. Diese Information kann zur automatischen Aufnahmesteuerung verwendet werden.
  - Aussendung ist freiempfangbar (also nicht Verschlüsselt) (free_CA_mode).
  - Weitere aussendungsabhängige Informationen die in Deskriptoren vorgehalten werden. Dies ist häufig nur der
    - Name des Providers und des Programms (service_descriptor).

Der mögliche Gesamtumfang der SDT ergibt sich aus der Kombination der beiden Tabellenidentifikationen (table_id), der Transportstromidentifikation (transport_stream_id) und der Nummer der jeweiligen Sektion (section_number).
Für einen typischen Transportstrom in Deutschland, wie er im DVB-T ausgestrahlt wird, mit vier Programmen (Services), in dem regelmäßig nur Programme des empfangenen Transportstroms abgebildet werden, enthält die Tabelle nur eine Sektion.